# 옥평역
옥평역(玉坪驛)은 조선민주주의인민공화국 강원도 문천시에 위치한 강원선과 문천항선의 역이다.

## 연혁
- 1915년 8월 1일: 문천역(文川驛)으로 영업 개시[1]
- 1949년 5월 1일: 옥평역으로 역명 변경[2]